# Paolo Tomelleri

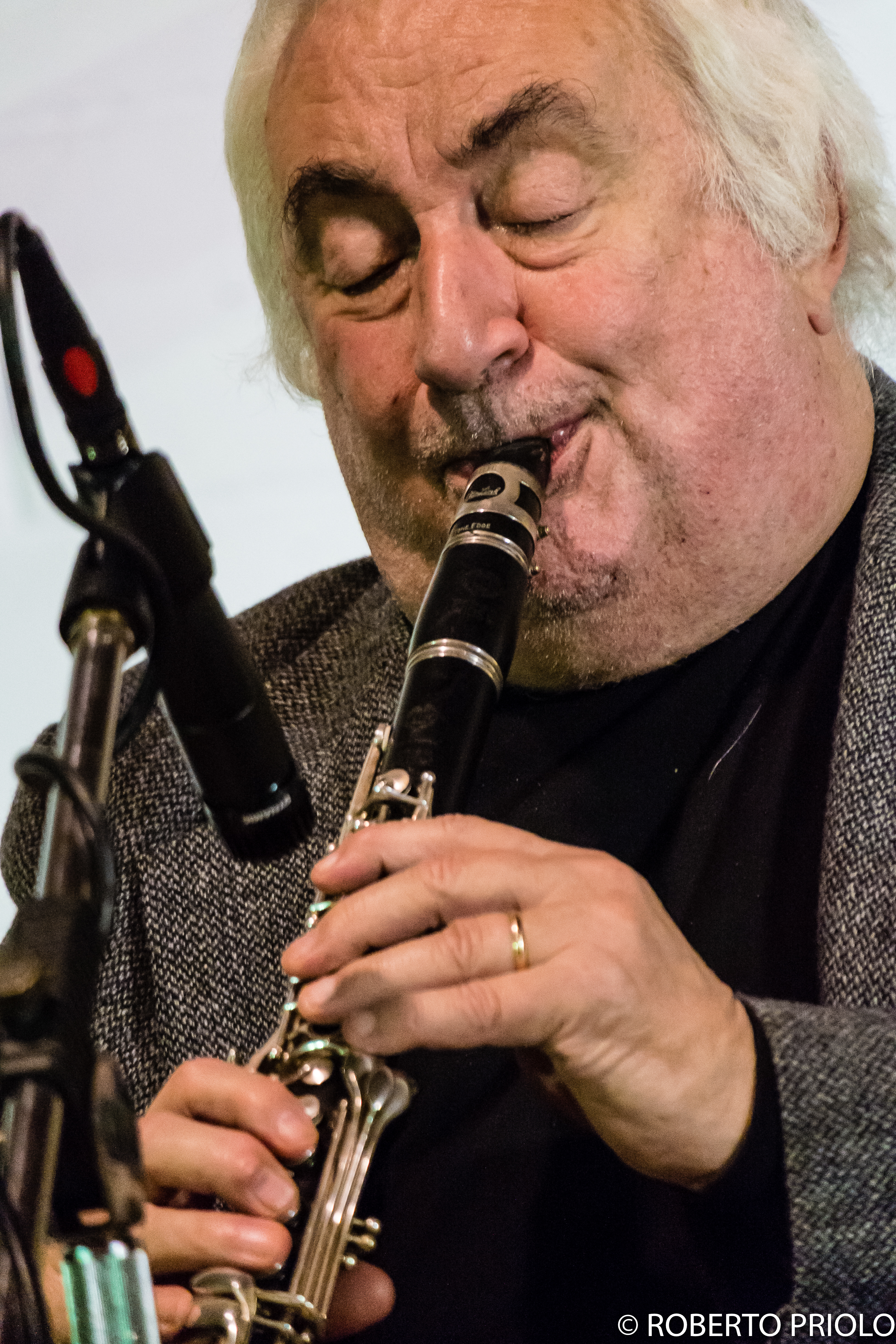

Paolo Tomelleri es un músico multiinstrumentista de Jazz italiano, nacido en 1938 en Vicenza.
Después de haberse diplomado en el Conservatorio de Milán en 1957 inicia una larga carrera profesional que, siempre con centro en la capital lombarda, lo ha llevado a los más importantes escenarios europeos.
Entre sus innumerables colaboraciones cabe destacar las realizadas con Tony Scott, Joe Venuti, Clark Terry, Red Mitchell o Phil Woods.
Además ha escrito música para espectáculos teatrales, cine y televisión, y es responsable de la Paolo Tomelleri Big Band de gran actividad en el norte de Italia